# 福島市役所
福島市役所（ふくしましやくしょ）は、日本の地方公共団体である福島市の組織が入る施設（役所）。

## 構成
東側の「庁舎棟」と西側の「複合棟」で構成されている。東側の庁舎棟は2011年（平成23年）1月に東棟として開庁し、2025年（令和7年）3月に西側に複合棟（計画段階では西棟）がオープンして以降は「庁舎棟」となった。

### 庁舎棟
地上10階建て鉄筋コンクリート造（一部鉄骨鉄筋コンクリート・鉄骨造）である。
2021年4月現在
| 階 | 概要 |
| -- | --- |
| 9F | 代表監査委員室、監査委員事務局、水道事業管理者室、水道局水道総務課、水道局営業企画課、水道局経理課、会議室、食堂、展望ロビー                                                                            |
| 8F | 教育委員会事務局 教育長室、教育総務課、教育施設管理課、学校教育課、生涯学習課、文化課、保健体育課、水道局建設課、水道局給水課、水道局配水課、銀行ATM（東北労働金庫）                                    |
| 7F | 議場、議長・副議長室、傍聴席、議員控室、議会会議室、議会事務局、水道局企画課 |
| 6F | 産業雇用政策課、商工業振興課、企業立地課、観光交流推進室、道の駅整備室、都市計画課、交通政策課、開発建築指導課、公園緑地課、市街地整備課、住宅政策課、会議室                                            |
| 5F | 環境課、ごみ減量推進課、環境施設整備室、廃棄物対策課、道路保全課、道路建設課、河川課、下水道総務課、下水道建設課、福祉監査課、選挙管理委員会事務局                                                      |
| 4F | 市長室、副市長室、秘書課、政策調整課、広報広聴課、地域共創課、総務課、人事課、危機管理室、庁議室兼防災対策室                                                                                            |
| 3F | 情報政策課、管財課、契約検査課、農政課、財政課、財産マネジメント推進課、公共建築課、農業企画課、農業振興課、農林整備課、農業委員会事務局、入札室                                                        |
| 2F | 市民税課、資産税課、納税課、地域福祉課、生活福祉課、長寿福祉課、介護保険課 |
| 1F | 総合案内、総合窓口、生活課、市民課、国保年金課、定住交流課、障がい福祉課、会計課、市民相談室、東邦銀行福島市役所支店、銀行ATM（東邦銀行、福島銀行、ゆうちょ銀行、JAバンク、東北労働金庫、福島信用金庫） |

9階の食堂は東日本大震災後の新庁舎移転時からメフォスが運営していたが2025年3月末で閉店することになった。

### 複合棟
地上5階建て鉄筋コンクリート造である。
2025年3月現在
| 階 | 概要                                                                         |              |
| -- | ---------------------------------------------------------------------------- | ------------ |
| 5F | 議場、常任委員会室                                                           | 市議会議事堂 |
| 4F | 議会事務局、議長室、副議長室、議員控室                                       | 市議会議事堂 |
| 3F | 会議室15室                                                                   | 市民センター |
| 2F | 講義室10室、音楽ルーム、調理室兼講義室、工作室兼講義室、親子ふれあいスペース | 市民センター |
|    | （中二階に小ホール）                                                         | 市民センター |
| 1F | 大ホール、エントランスホール、カフェ、事務室                                 | 市民センター |

## 歴史

### 新庁舎（現庁舎）建設
福島市役所（2代目・以降旧庁舎）は、建設から50年以上が経過し現在では手狭になってきたことと、老朽化により耐震性などに問題が出てきたことから旧庁舎の東側、北町バイパス（国道4号）に接する土地まで拡張し新庁舎を建設することとなった。このための積み立ては1967年度（昭和42年度）から続けられてきた。
2005年（平成17年）2月に、3月に閉店する曽根田町（当時の曾根田町）のさくら野百貨店跡に入るテナント探しが難航していることと、市の財政負担軽減になるとして、福島商工会議所が中心となり、さくら野百貨店跡地ビル（曽根田ショッピングセンター）に入居することを求め、陳情が行われた。この陳情は、同年3月の市議会総務常任委員会で不採択とされ、工費を削減した上で、当初の計画通り現在地に新庁舎を建設することとなった。その曽根田ショッピングセンターには、2010年（平成22年）11月25日にダイユーエイトMAX福島店などが入居した。
新庁舎建設でもうひとつ問題とされたのが、旧庁舎と東側街区の中間を走る市道（浜田町・春日町線）の存廃問題である。当初の基本構想は、旧庁舎と東側街区をまとめて敷地とし、道路を廃止することを予定していた。しかし、周辺住民や地元商店街からの要望を受けて再検討した結果、2006年（平成18年）8月になり、この道路を生活道路として存続させることが発表された。
改正建築基準法の影響で、構造計算部分に予定よりも多くの時間、書類提出と手間がかかり、それらが完了するまで予定より5か月遅れることとなった。

### 複合棟建設
2025年（令和7年）3月1日、本庁舎の西側に市民交流機能と議会機能を備えた複合施設がオープンし、これにより東側の本庁舎は「庁舎棟」、西側の建物は「複合棟」という名称となり、複合棟の市民交流機能を持つ1階から3階までが市民センターと位置付けられることとなった。

### 沿革

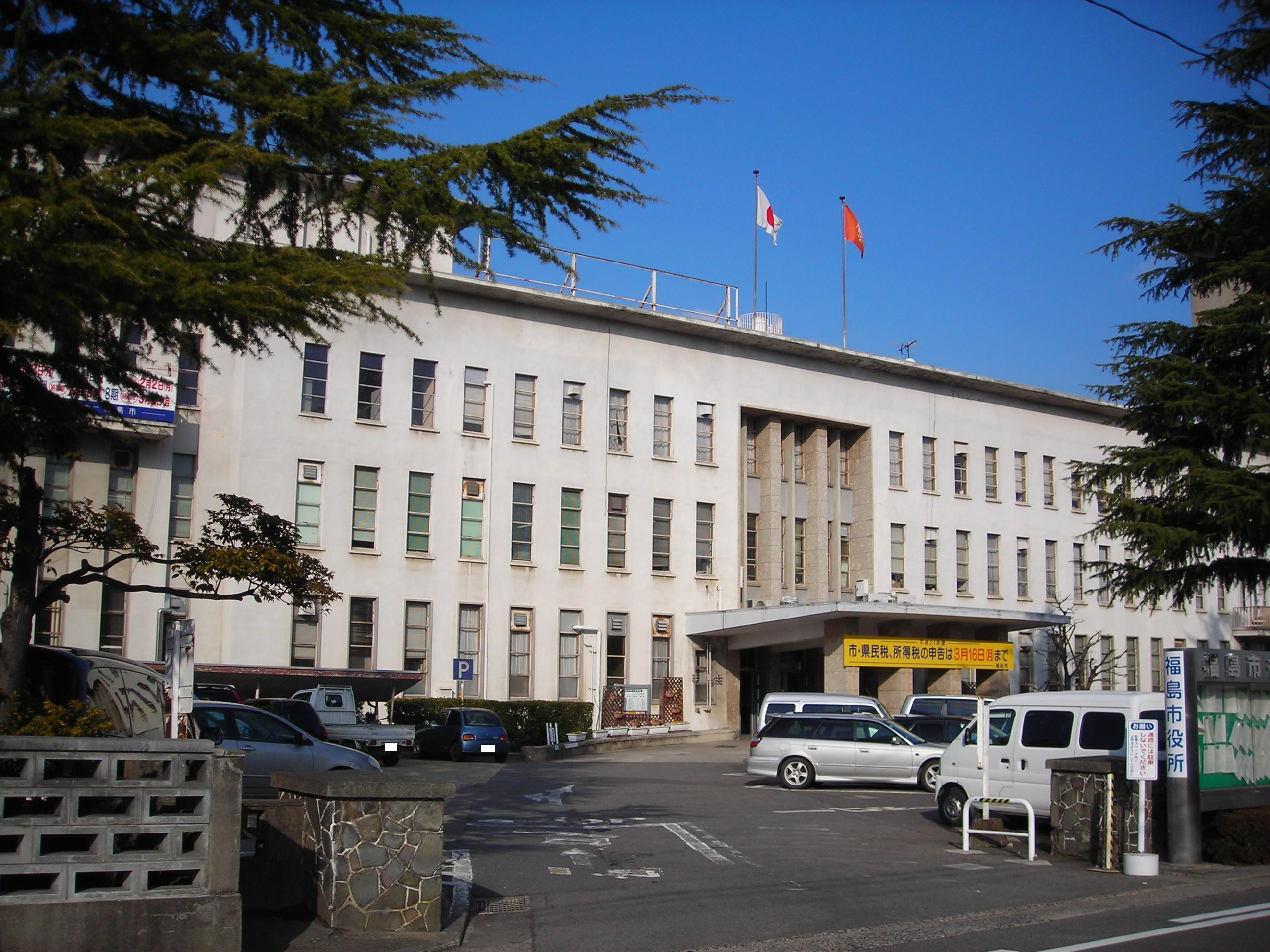
1952年から2010年まで使用された市役所庁舎

- 1943年（昭和18年）11月10日 - 杉妻町の市役所本館4棟が焼失。別館にあった戸籍簿、土地台帳の焼失は免れる[7]。本町の福島ビルヂングに仮移転。
- 1952年（昭和27年）4月 - 五老内町の市役所本庁舎（2代目）が落成。
- 1964年（昭和39年）3月 - 市役所北庁舎西側増築。
- 1964年（昭和39年）7月 - 附属舎増築。
- 1971年（昭和46年）4月 - 北庁舎東側増築。
- 1974年（昭和49年）5月 - 東庁舎増築。
- 1978年（昭和53年）9月 - 分庁舎（水道局庁舎・かつての福島郵便局）を上町に取得。
- 1981年（昭和56年）1月 - 書庫増築。
- 1988年（昭和63年）2月 - 北庁舎増築。
- 1992年（平成4年）9月 - 分庁舎（市史編纂室）を上町に取得。
- 1993年（平成5年）3月 - 分庁舎（水道局車庫・書庫）を取得。
- 2002年（平成14年）3月 - 新庁舎建設の基本構想を作成。
- 2004年（平成16年）10月 - 新庁舎の設計者選定プロポーザルで山下設計・田畑建築設計事務所設計共同体（代表者：株式会社山下設計）を選定[8]。
- 2008年（平成20年）11月 - 新庁舎東棟の建築開始。
- 2010年（平成22年）11月 - 新庁舎東棟が完成。
- 2010年（平成22年）12月20日 - 新庁舎に移転するため、空き室となる2代目庁舎にあった市議会議場の最後を飾る雅楽コンサートが開かれる[9]。
- 2010年（平成22年）12月28日 - 五老内町の本庁舎（2代目）、附属舎、北庁舎、東庁舎等での業務が終了。閉庁式が行われる。
- 2011年（平成23年）1月4日 - 現庁舎（3代目）東棟の業務を開始。
- 2011年（平成23年）3月28日 - 同年3月11日に発生した東日本大震災により、福島市水道局が入っていた分庁舎（上町）が大きな被害を受けたため、東棟に移転。
- 2025年（令和7年）3月1日 - 本庁舎の西側に複合棟がオープンし、従来の東棟は「庁舎棟」という名称となる[1]。

## 所在地
- 〒960-8601
- 住所：福島県福島市五老内町3番1号

## アクセス
- 福島交通バス
  - 市内循環「市役所前」停留所より徒歩5分。
  - 伊達・保原方面「市役所入口」停留所より徒歩1分。

駐車場
- 約190台（周辺駐車場を含む）

## 支所等
- 東口行政サービスセンター（本町・ウィズもとまち1F）
- 西口行政サービスセンター（三河南町・コラッセふくしま1F）
- 渡利支所（渡利）
- 杉妻支所（伏拝）
- 蓬莱支所（蓬莱町4丁目）
- 清水支所（泉）
- 東部支所（岡部）
  - 東部支所大波出張所（大波）
- 北信支所（鎌田）
- 吉井田支所（仁井田）
- 西支所（上名倉）
- 土湯温泉町支所（土湯温泉町）
- 信陵支所（笹谷）
- 立子山支所（立子山）
- 飯坂支所（飯坂町）
  - 飯坂支所茂庭出張所（飯坂町茂庭）
- 松川支所（松川町）
- 信夫支所（大森）
- 吾妻支所（笹木野）
- 飯野支所（飯野町）
- 福島市男女共同参画センター・ウィズもとまち（本町）
- 福島市市民活動サポートセンター（早稲町・ラヴィバレ一番丁3F）
- 福島市保健福祉センター（森合町）
- 福島市中央卸売市場（北矢野目）
- 福島市産業交流プラザ（三河南町・コラッセふくしま3F）